# Johann Friedrich Neuhaus
Johann Friedrich Ferdinand Theodor Neuhaus (* 30. Juli 1860 in Königsberg (Preußen); † 22. September 1931 in Marburg) war ein deutscher Baumeister und königlicher Regierungsbaumeister. Er war in den 1890er Jahren maßgeblich an Klinik- und Institutsbauten der Philipps-Universität Marburg beteiligt.

## Leben
Neuhaus war der Sohn des Konditoreibesitzers Ferdinand Neuhaus und seiner Ehefrau Emilie Adelgunda Bischof. Am 28. Juni 1886 wurde er zum Regierungsbauführer ernannt, am 21. Dezember 1889 zum königlichen Regierungsbaumeister.
Ab 1891 wirkte er in Marburg, wo er am Erweiterungsbau der Chirurgischen Klinik sowie am Um- und Erweiterungsbau der Universitäts-Frauenklinik beteiligt war.
Am 14. Juni 1893 heiratete er in Marburg Emilie Wilhelmine Christiane Groos (1870–1954). Aus der Ehe ging unter anderem der Sohn Gustav Ferdinand Curt Neuhaus (* 1895) hervor.
Neuhaus lebte später in Düsseldorf und starb 1931 in Marburg.

## Wirken
Neuhaus war in den 1890er Jahren an mehreren Klinik- und Institutsbauten der Universität Marburg beteiligt. Dazu gehörten unter anderem:
- Universitäts-Frauenklinik, Entbindungshaus (Entwürfe 1891 und 1892, Erweiterungsbau 1895)
- Erweiterungsbau der Chirurgischen Klinik (ab 1891)
- Institutsgebäude Universitätsstraße 25